# Suillia nartshukella
Suillia nartshukella är en tvåvingeart som beskrevs av Gorodkov 1965. Suillia nartshukella ingår i släktet Suillia och familjen myllflugor. Inga underarter finns listade i Catalogue of Life.